# Orlamünde

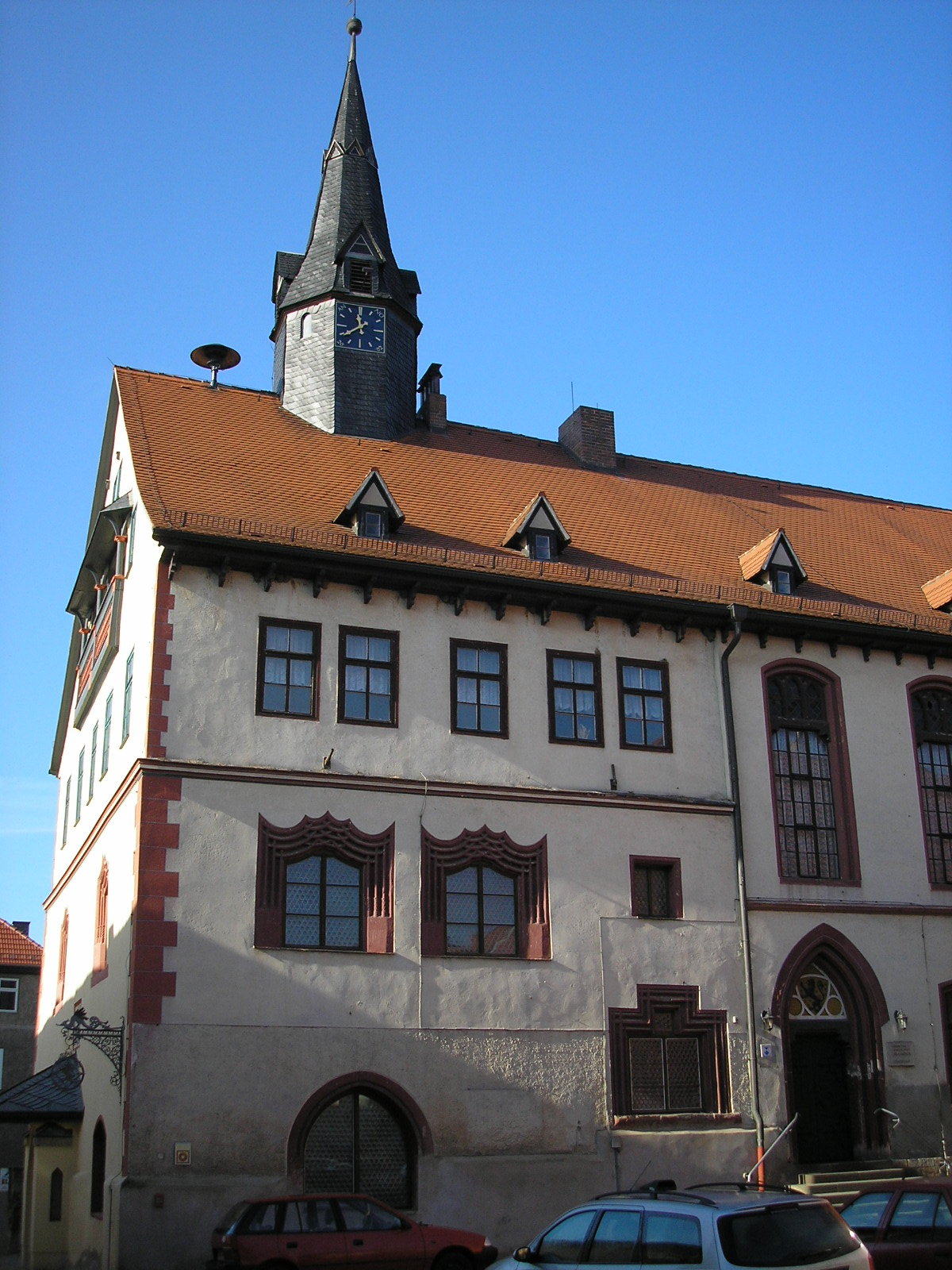
Ayuntamiento de Orlamünde

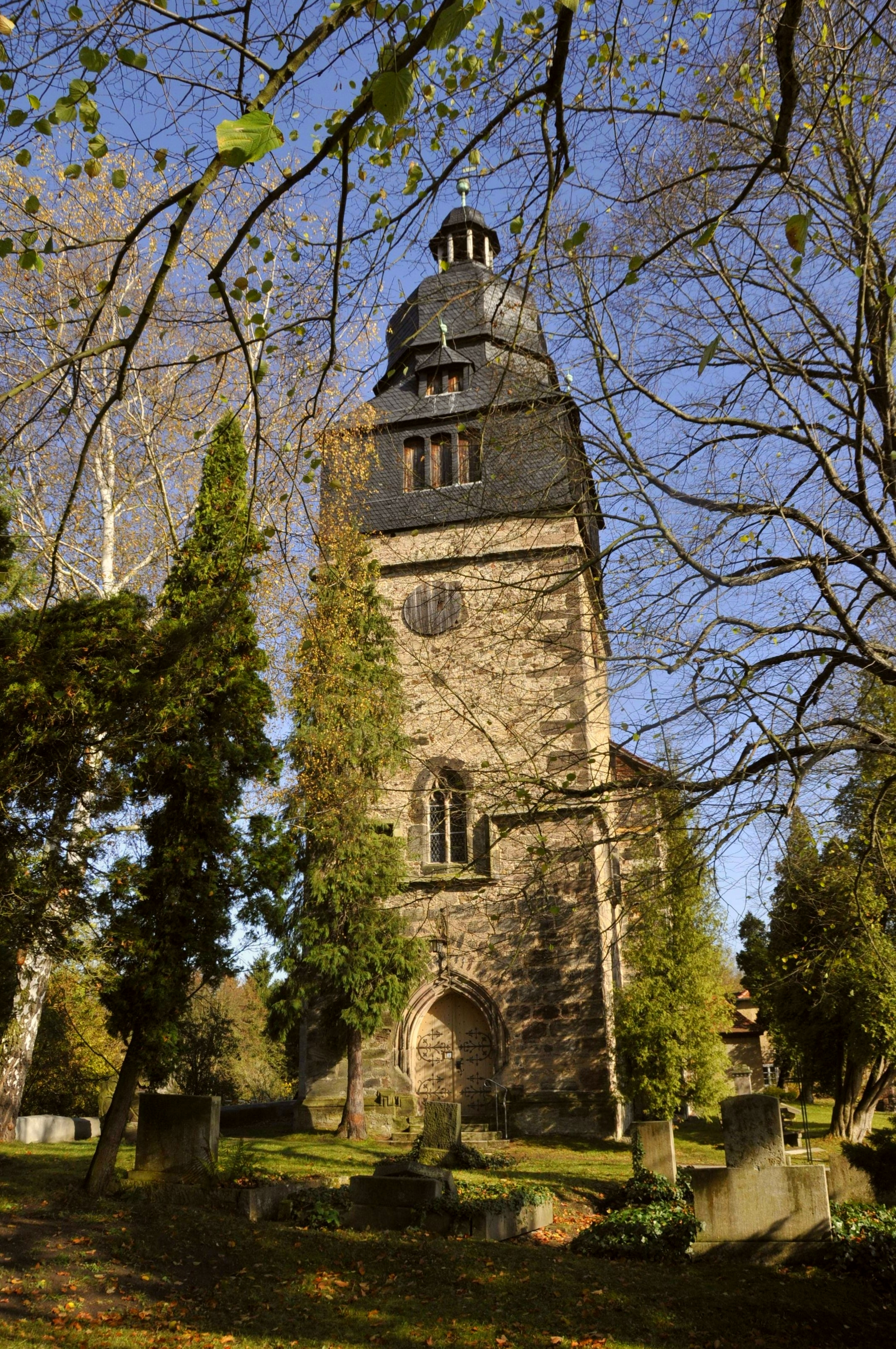
Iglesia Del Pueblo

Orlamünde es una localidad del distrito alemán de Saale-Holzland, en el estado de Turingia. Se encuentra en la confluencia de los ríos Orla y Saale, entre las ciudades de Jena y Rudolstadt. Con una superficie de 758 hectáreas y una población de 1140 habitantes (a fecha de 31 de diciembre de 2015), es uno de los pueblos más pequeños de Turingia.

## Historia
El origen del pueblo fue el castillo de Orlamünde, sede de los condes de Orlamünde. El castillo de Orlamünde ya existía en el siglo XI. En el siglo XV fue abandonado. Hoy día solo se conserva del castillo los aposentos. Orlamünde es citado por primera vez en 1039. La energía hidráulica ya se aprovechaba en Orlamünder alrededor del 1100, porque desde 1194 tiene el molino más antiguo de la Saale. De 1112 hasta 1365 proceden los condes de Orlamünde de la familia de Leipzig entre ellos, Alberto el Oso. En 1181 casa a su nieto el conde Sigfrido en Schleswig con Sofía, la hija del rey danés Valdemar I. El conde aperturó en 1200, una casa de la moneda en el lugar.
En 1523, la iglesia de Orlamünder propuso al reformador Andreas Karlstadt que fuera su pastor. Allí pudo instaurar todas sus reformas y Orlamünde sirvió de modelo de iglesia congregacional. La música, pintura y escultura fueron prohibidas en el templo, se recomendó el matrimonio de los clérigos y se descartó el bautismo infantil. Karlstadt afirmaba la presencia espiritual, pero no física de Cristo en la comunión. En septiembre de 1524, por petición de  Lutero, Karlstadt tuvo que exiliarse por orden de Federico III y el duque Jorge de Sajonia. 
En 1718, por la violación de la ley de la cerveza (Biermiele), hubo una batalla campal entre los ciudadanos de Orlamünde y los vecino de Kahla, con resultado de varios heridos.

## Escudo de armas
El actual escudo de la ciudad, es el histórico escudo de armas del antiguo condado de Weimar de Orlamünde. El blasón: "En oro con diez corazones rojos acompañado de un león en pie de color negro, con la lengua fuera."

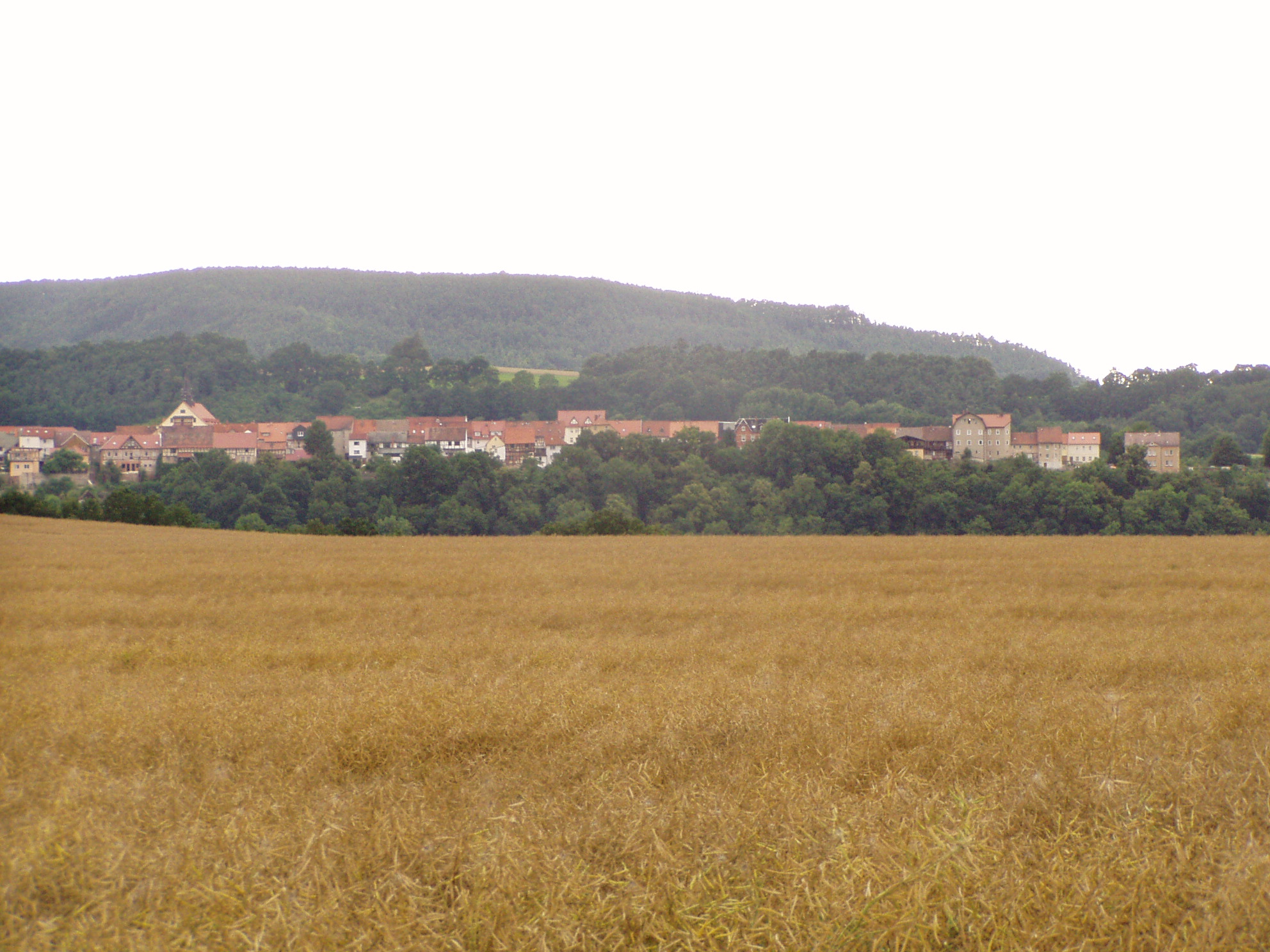
Vista superior de la Ciudad de Orlamünde

## Cultura y lugares de interés
Los monumentos históricos de la ciudad incluyen los aposentos de Orlamünder, la iglesia de santa María, el ayuntamiento de estilo gótico tardío y el antiguo monasterio de los Guillermitas.
En el noroeste de Orlamünde hay una torre-mirador, construida en 1895, de 14 metros de altura.